# Mercedes-Benz CLK DTM AMG
Mercedes-Benz CLK DTM AMG - спорткар від компанії Mercedes-Benz на базі моделі C209 CLK-класу, яка перемогла в 9 з 10 гонок в сезоні DTM 2003 року, створений для участі в гонках Deutsche Tourenwagen Masters. Найшвидший 4-місний кабріолет на момент випуску.

## Історія

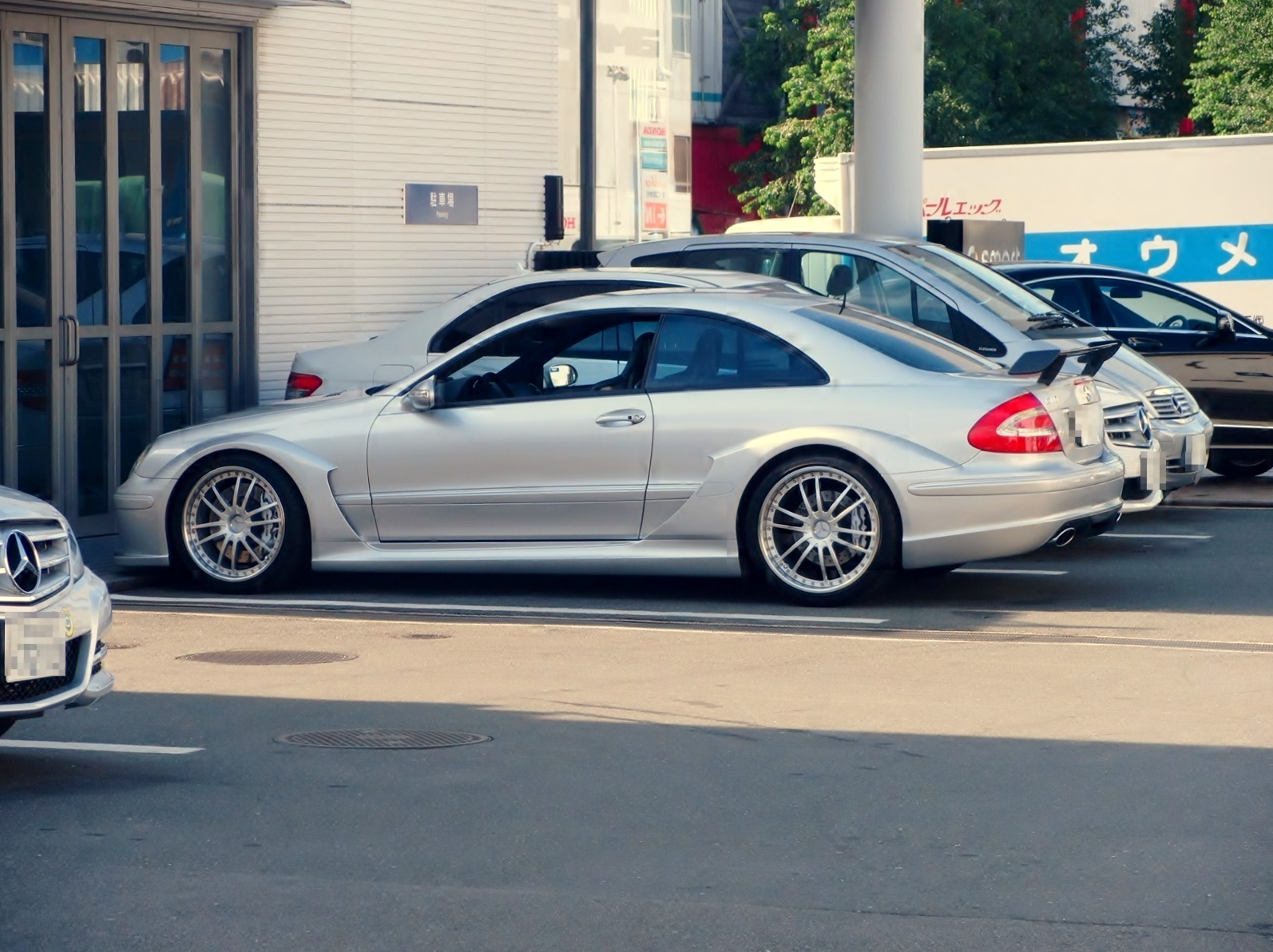

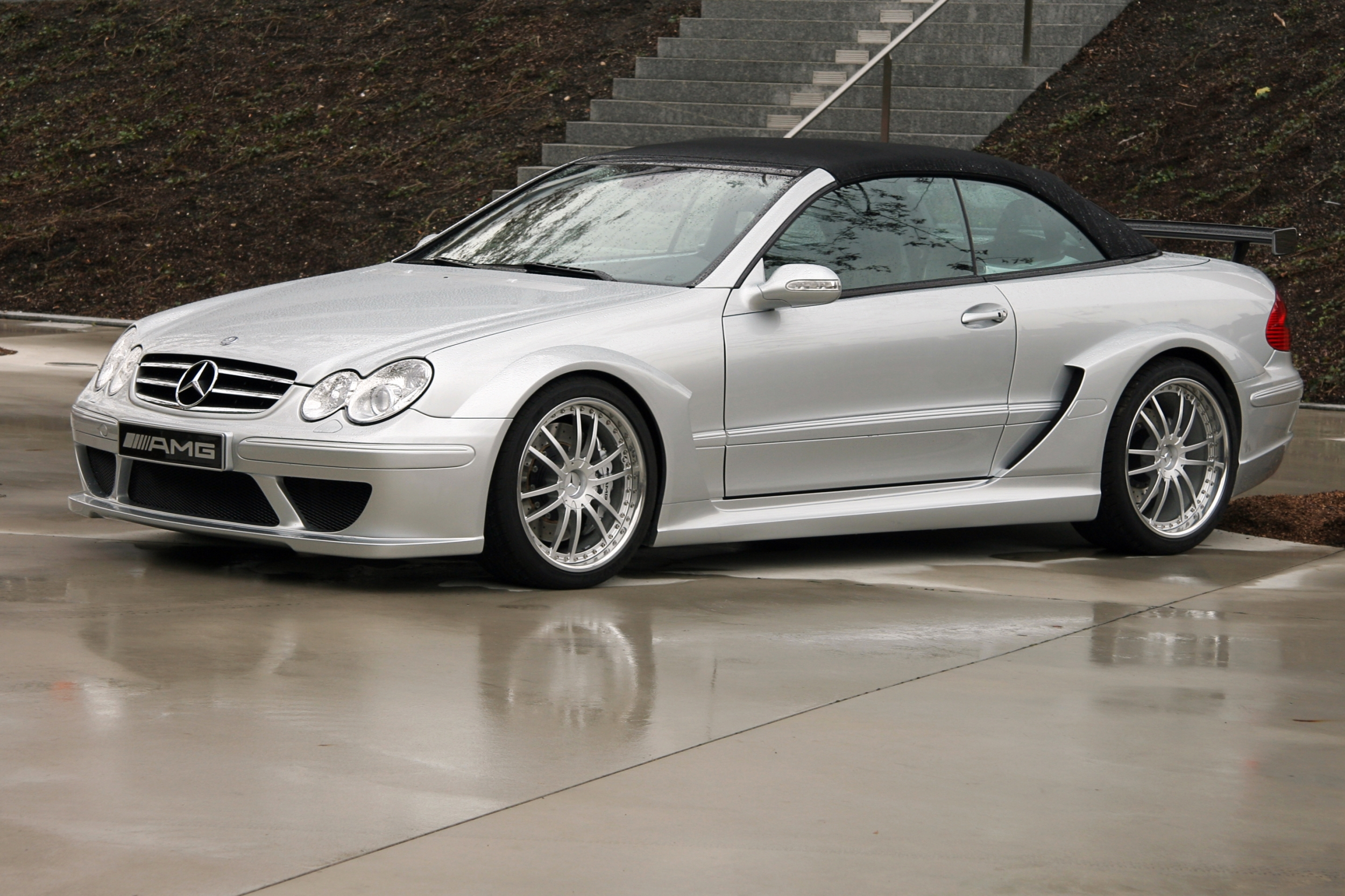
Mercedes-Benz CLK DTM A209

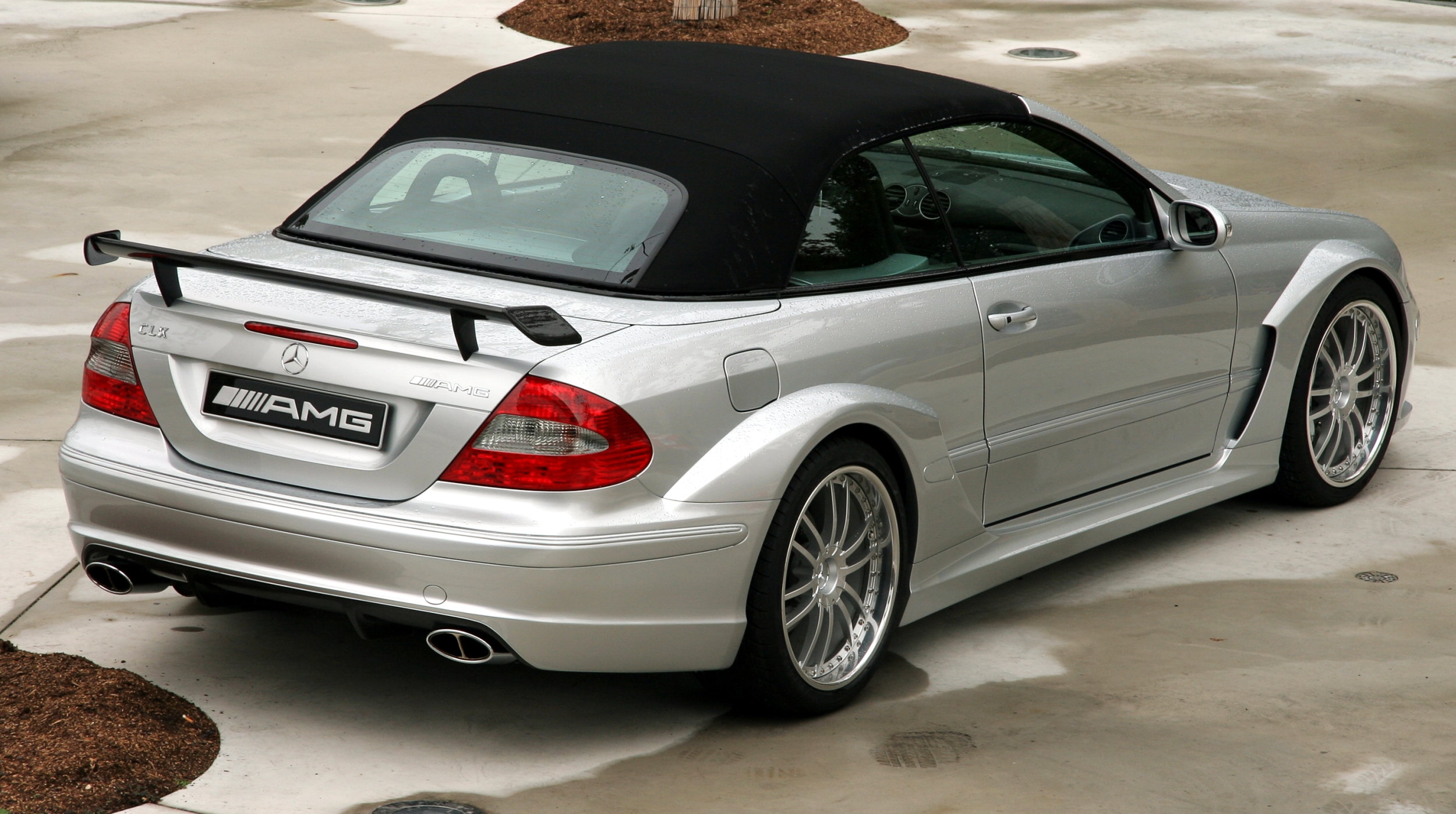

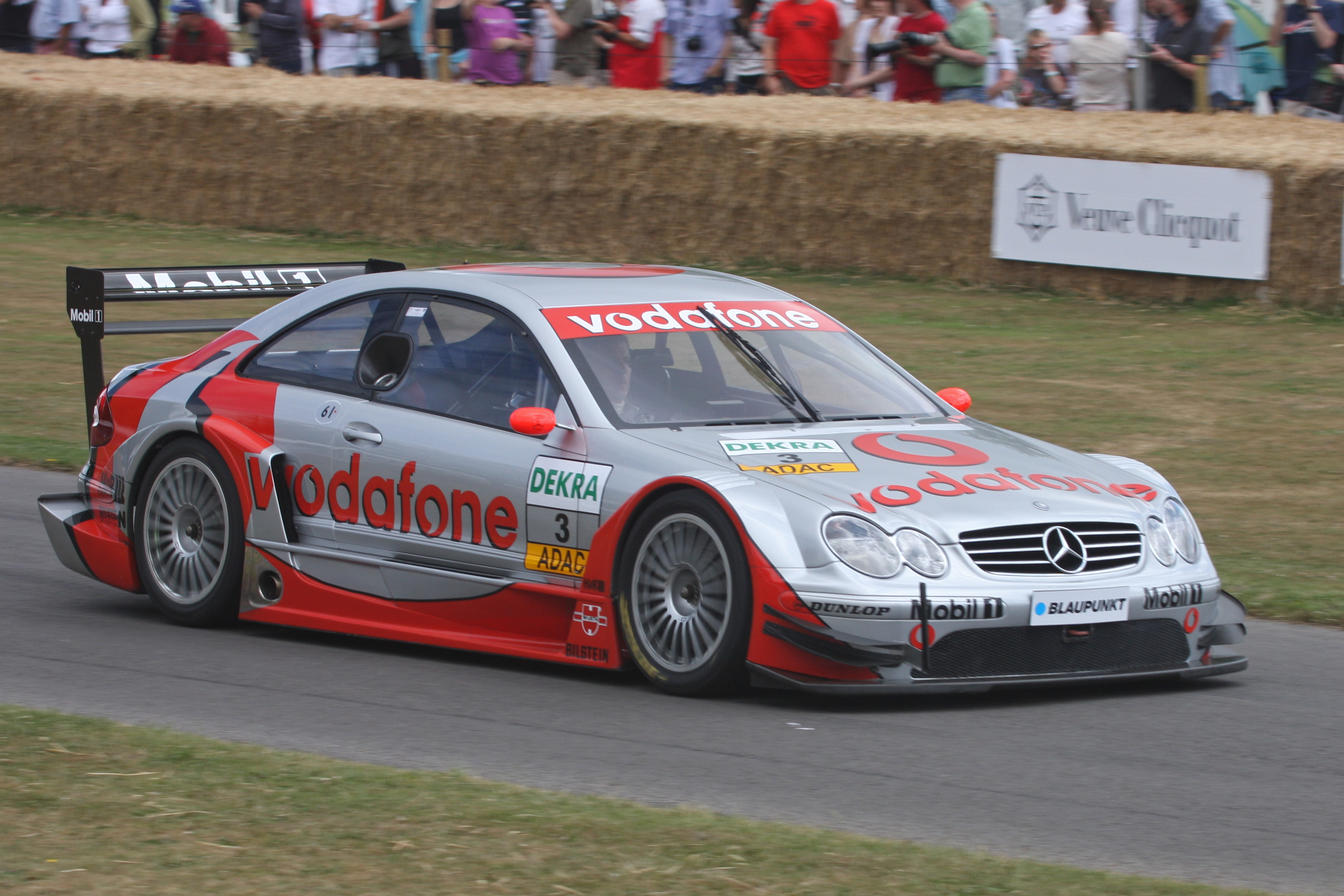
Mercedes-Benz CLK DTM 2003

Перше покоління CLK було представлено в 1996 році, через 3 роки після випуску моделей Mercedes-Benz W202 C-класу.
У 2003 році Бернд Шнайдер, керуючи автомобілем Mercedes-Benz C209, здобув перемогу в перегонах Deutsche Tourenwagen Masters.
У 2004 році на базі переможної C209 CLK-класу була випущена спеціальна версія автомобіля під назвою CLK DTM AMG, яка відповідала специфікаціям серії гоночних автомобілів Deutsche Tourenwagen Masters, де одними з умов були використання атмосферних 4,0 л V8 двигунів і обмеження по потужності до 500 кінських сил. 100 моделей в кузові купе і 100 кабріолетів було випущено на продаж в Європі з використанням двигуна AMG V8 5,4 к.с. з нагнітачем, який видавав потужність в 428 кВт (582 к.с.) і 800 Нм. Передня і задня колія розширилися на 74 і 110 мм відповідно. Спеціальні шини і модифікація підвіски дозволили автомобілю отримати 13 м/с2 бічного прискорення. Розгін до 100 км/год становив 3,9 секунди, максимальна швидкість була обмежена електронікою до 320 км/год (200 мил /год).
Вартість автомобіля в Німеччині склала 236060 євро з урахуванням сплати всіх податків. CLK DTM AMG виготовлявся тільки в 2004 році, а перша партія автомобілів надавалося тільки за спеціальним замовленням або запрошенням.
CLK DTM AMG в кузові кабріолет випускався в 2006 році. Обмеження по швидкості у нього було знижено до 300 км/год.
Власниками рідкісного автомобіля Mercedes-Benz CLK DTM AMG є Хуан Пабло Монтойя (колишній гонщик Формули-1 McLaren) і Міка Хаккінен (виступав в DTM 2005-2007 роках). Крім того, власниками версії CLK DTM з жорстким дахом є Кімі Райкконен і Дженсон Баттон.

## Технічні характеристики
Технічні характеристики Mercedes-Benz CLK DTM AMG:
- Двигун: Mercedes-Benz M113 E55 ML, V8 з компресором
- Робочий об'єм: 5439 см3, 3 клапани на циліндр
- Розподільчий вал: 2 верхніх розподільних вала (ланцюговий привід)
- Потужність: 582 к.с. (428 кВт) при 6100 об/хв
- Максимальний крутний момент: 800 Нм при 3500 об/хв (відповідно до вимог 80/1269/EEC, версія: 1999/99/EC)
- Ступінь стиснення: 10,5:1
- Трансмісія: 5-ст. AMG Speedshift АКПП
- Підвіска: незалежна передня і задня
- Шини: передні 255/35 ZR-19, задні 285/30 ZR-20
- Прискорення:
  - 50 км/год - 2,0 с
  - 100 км/год - 3,9 с
  - 200 км/год - 10,9 с
  - 250 км/год - 20,7 с
- Максимальна швидкість (обмежена електронікою): 320 км/год
- Споряджена маса: тисяча сімсот сорок дві кг (відповідно до директиви ЄС 92/21: водій масою 68 кг, багаж масою в 7 кг, і бак, заповнений на 90%)
- Маса порожнього автомобіля: 1690 кг
- Довжина, ширина, висота: 4650/1800/1360 мм відповідно
- Обсяг паливного бака: 92 л (62 + 30)
- Викид CO2: 328 г/км